# Église Saint-Martin de Séry-lès-Mézières
L'église Saint-Martin est une église située à Séry-lès-Mézières, dans le département de l'Aisne, en France.

## Description
Sacristie du XVIIe s.

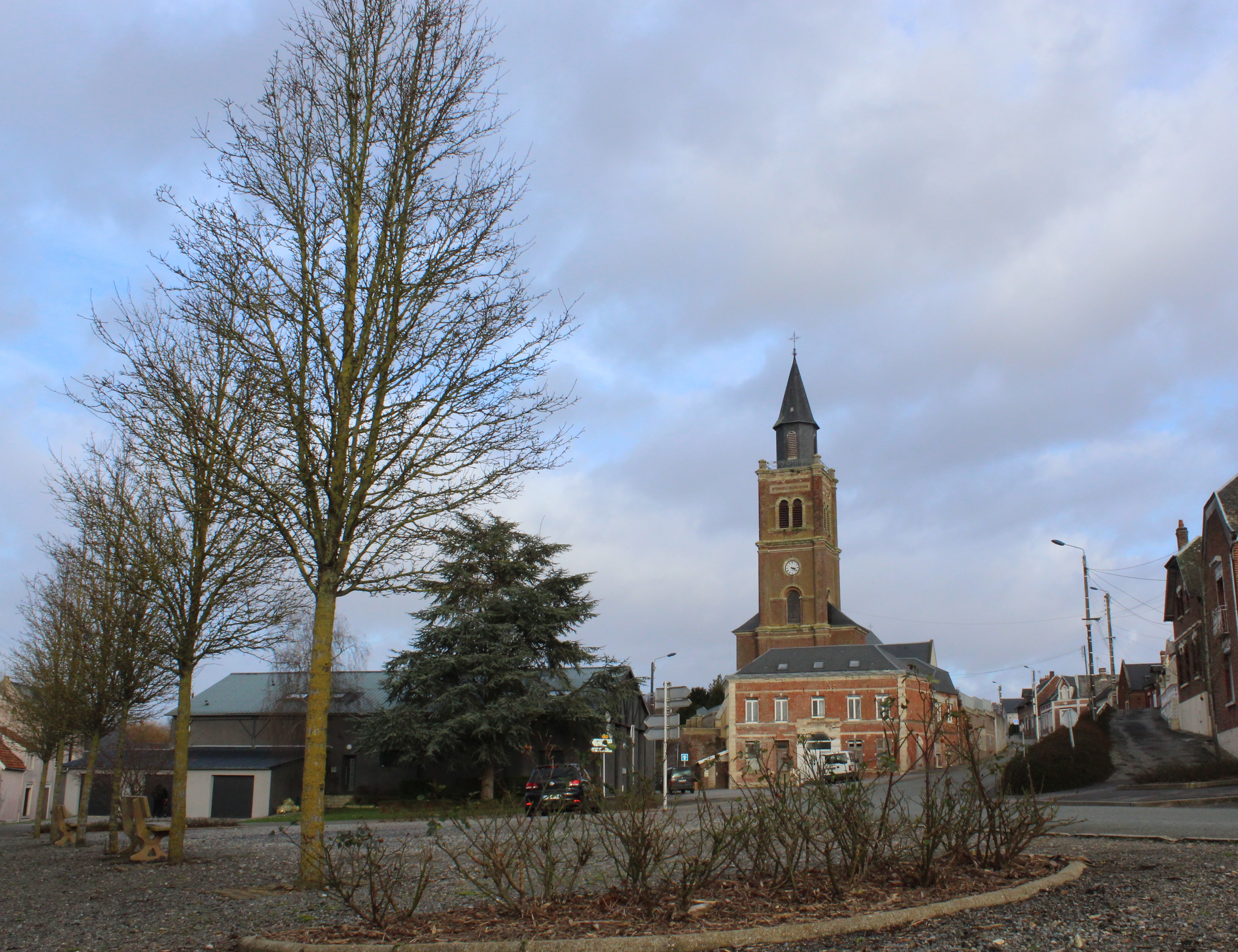
L'église sur la place,
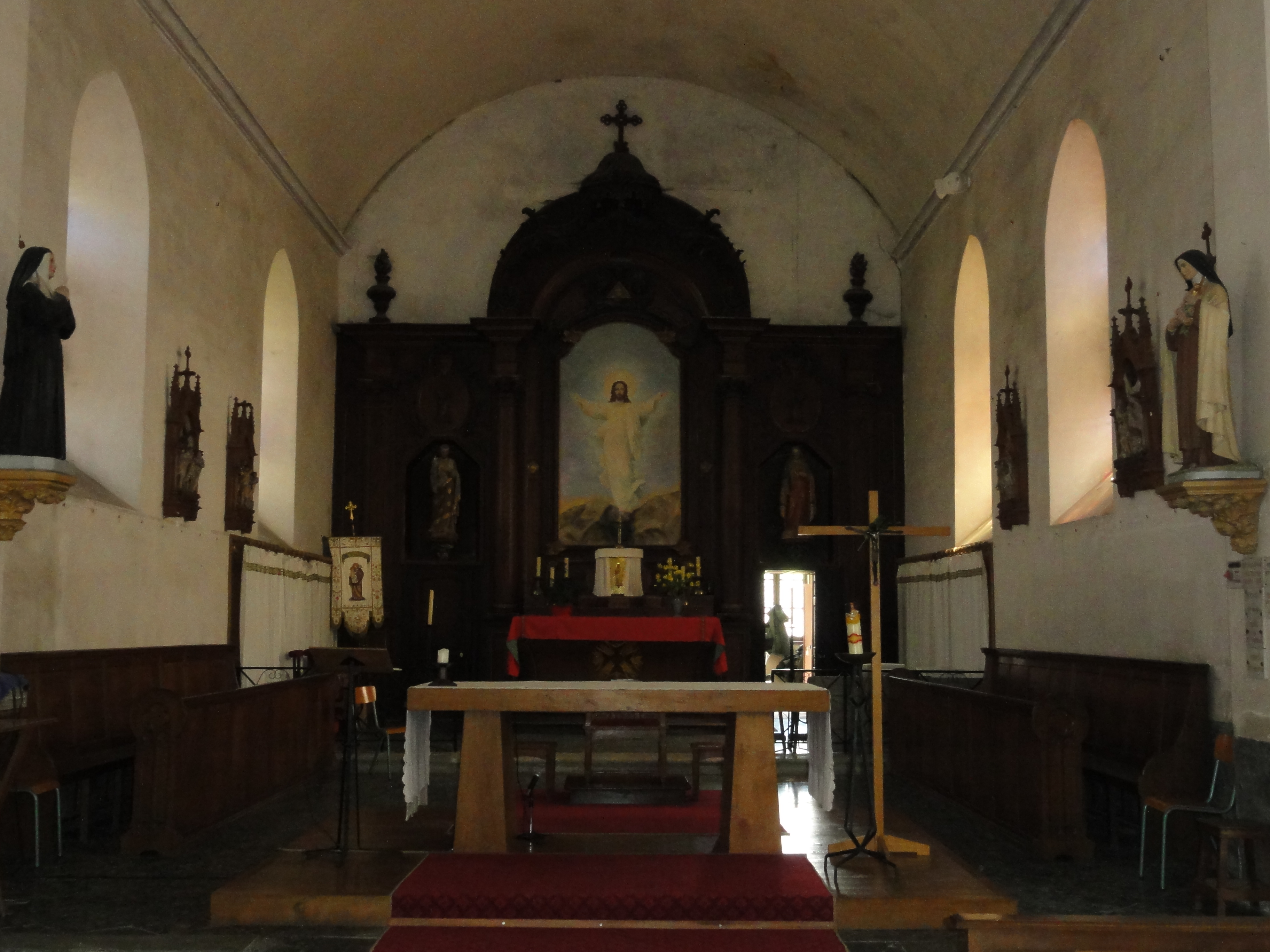
Intérieur, le chœur,
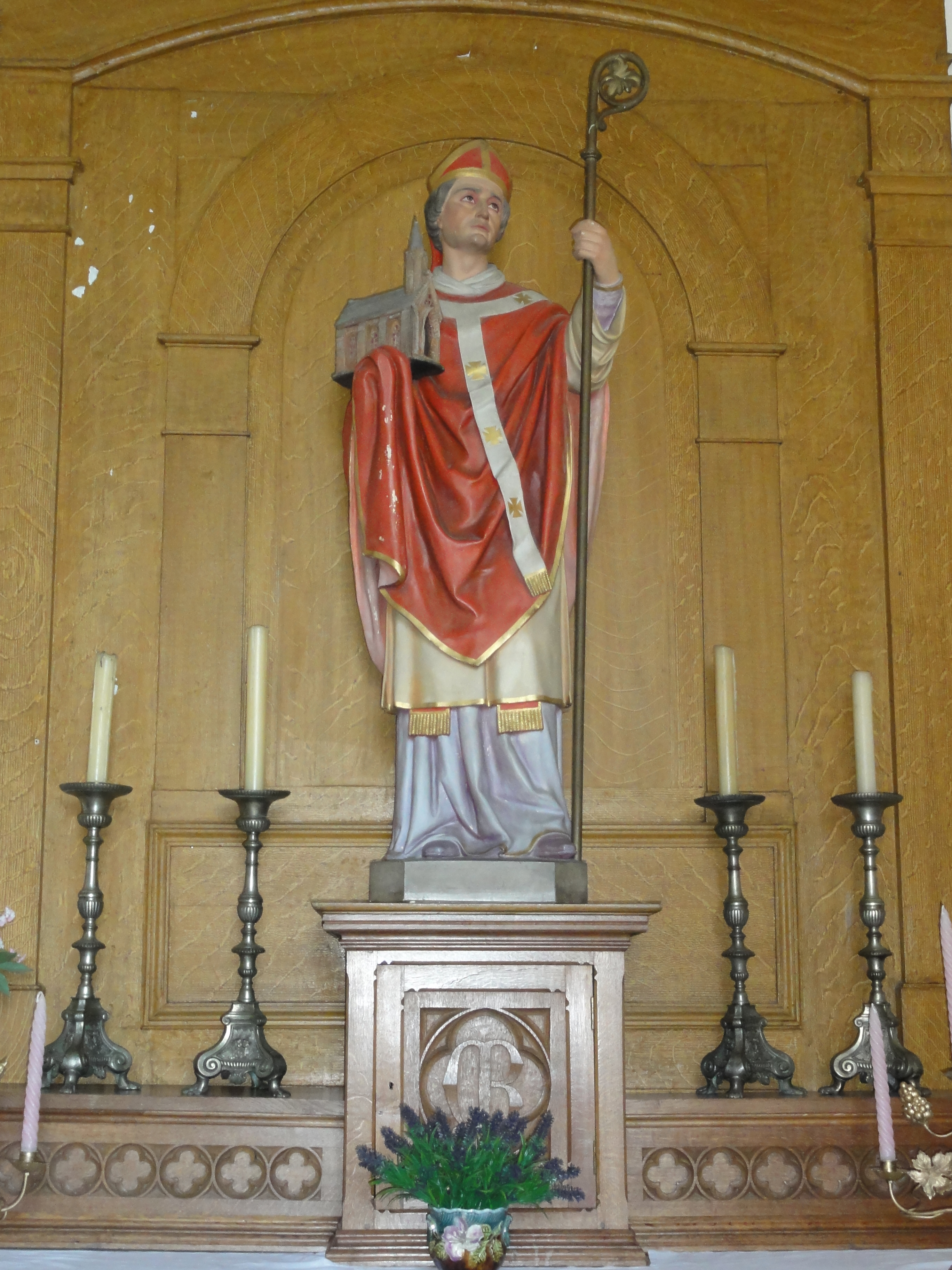
Statue de Saint Martin,
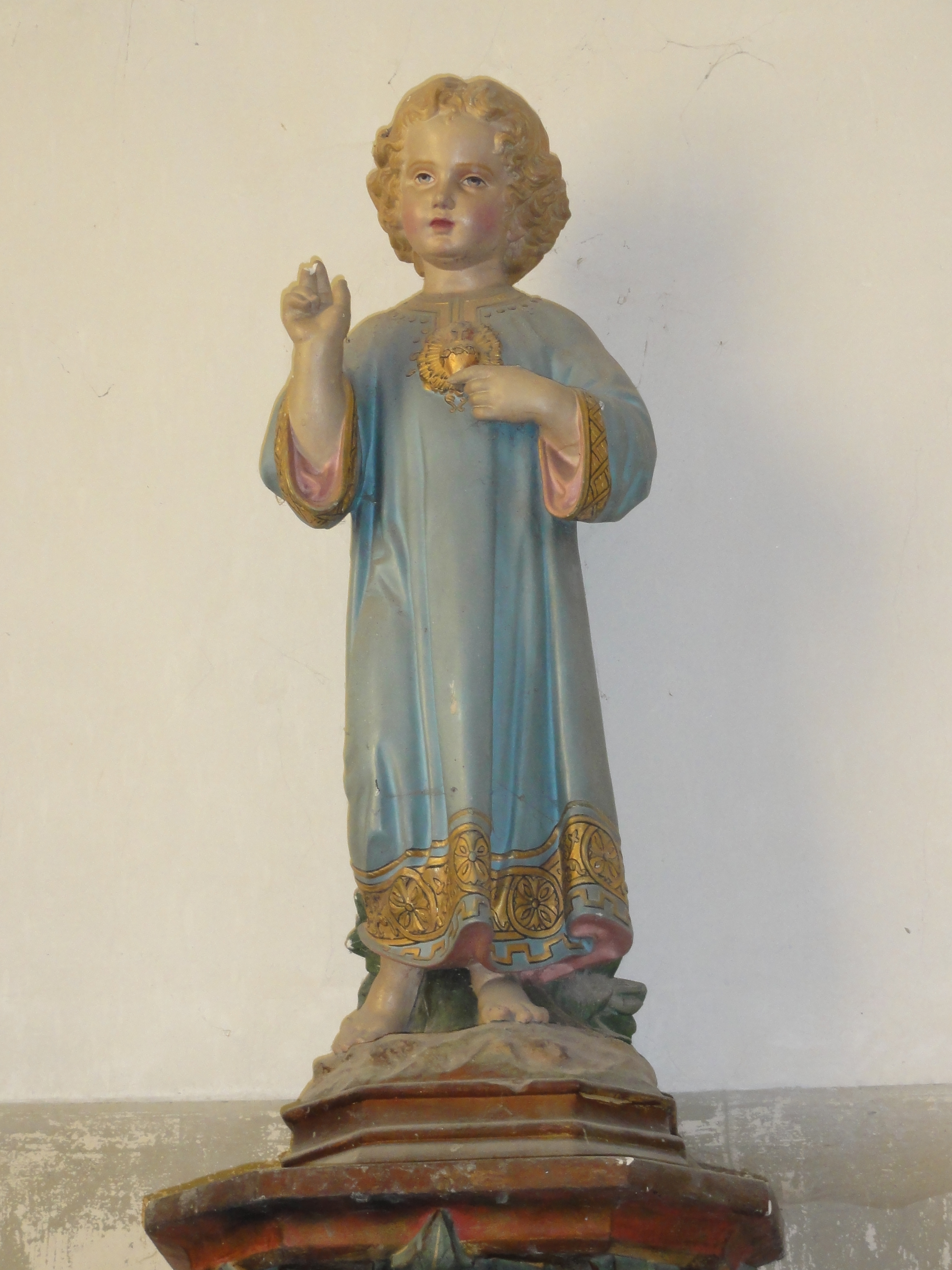
Statue de l'enfant Jésus,
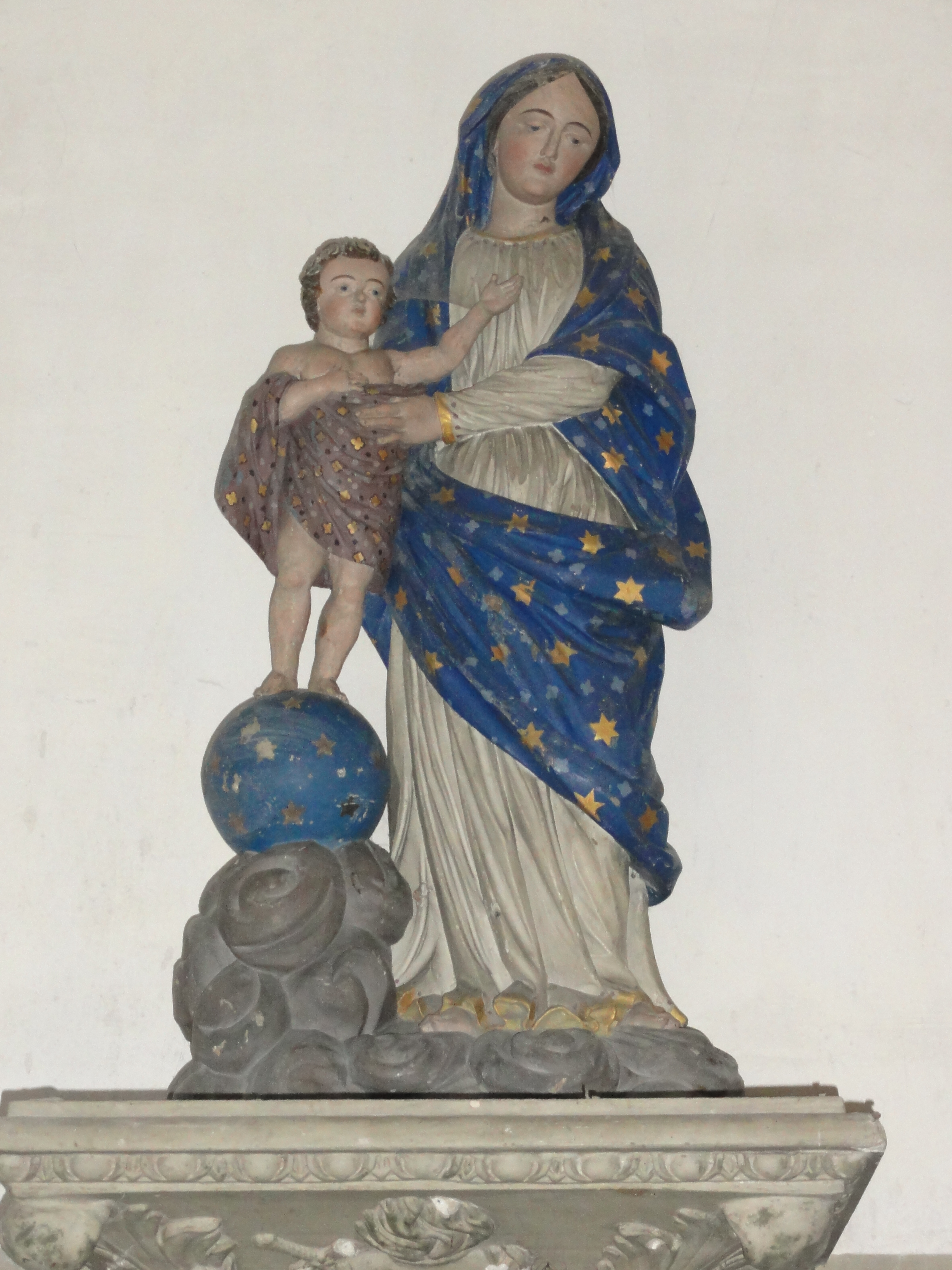
Statue de la Vierge et l'enfant,
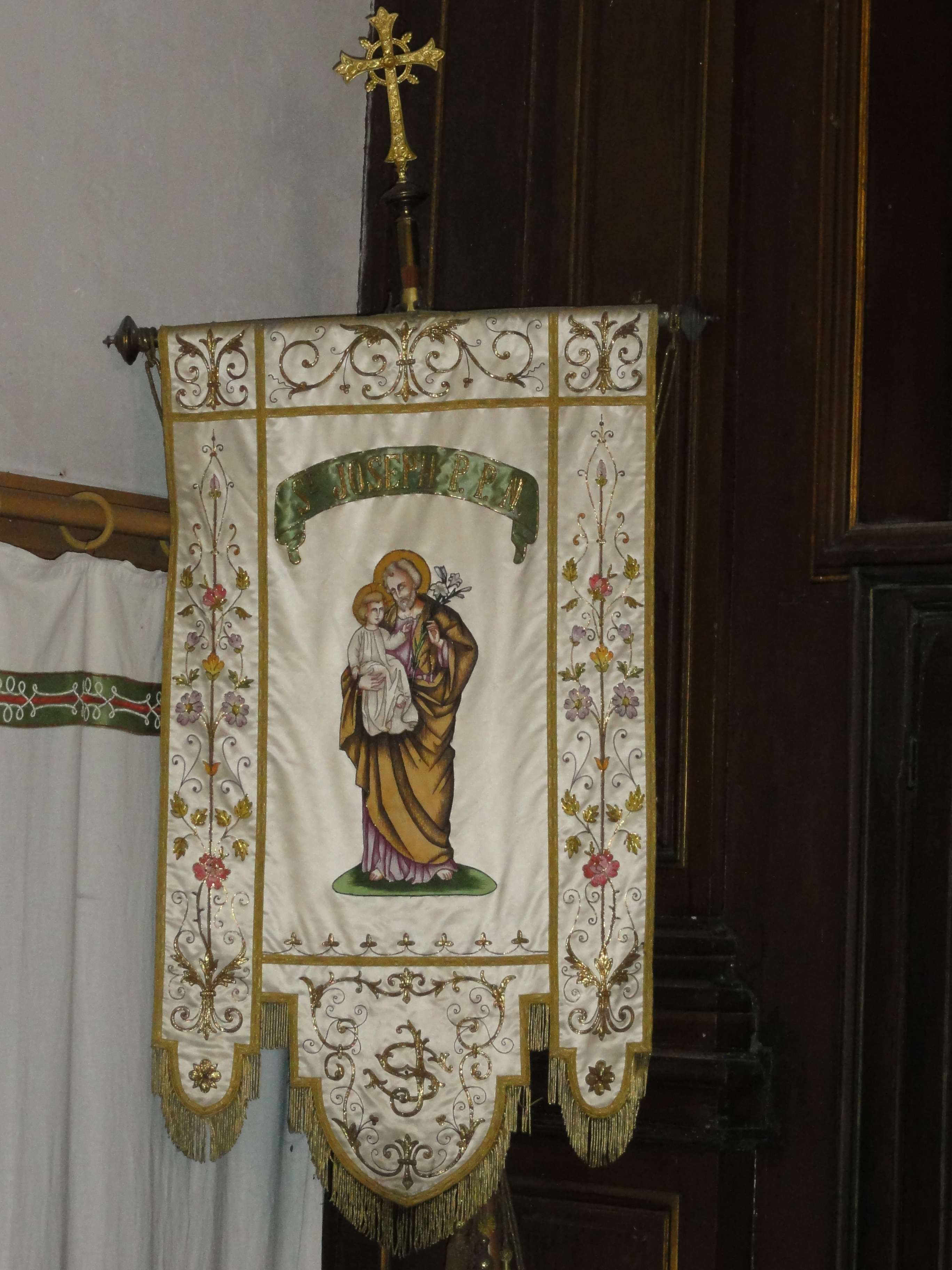
Banière religieuse,
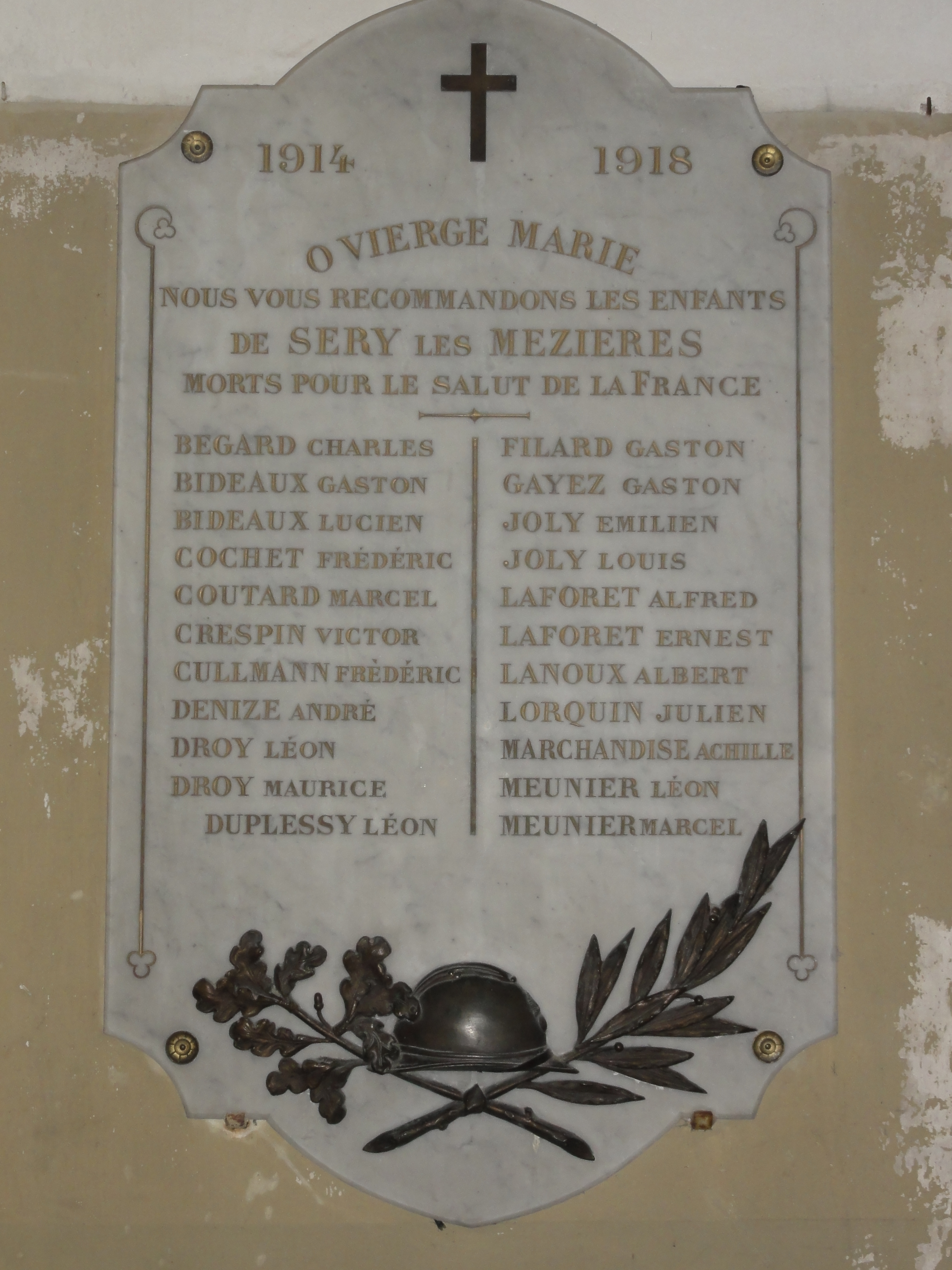
Première plaque commémorative des morts de la grande guerre (A-M),
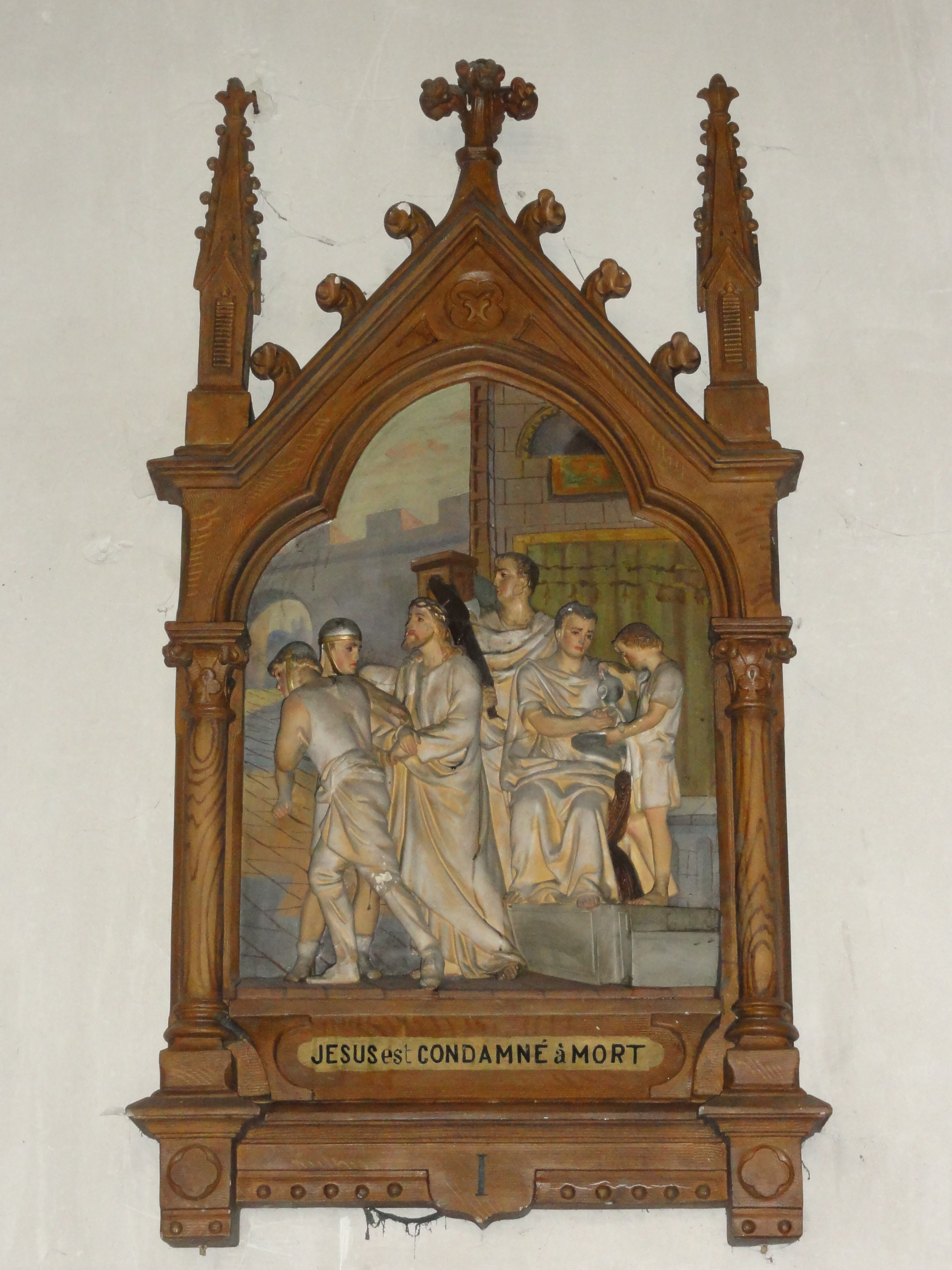
Première station du chemin de croix

## Localisation
L'église est située Place de Verdun dans la commune de Séry-lès-Mézières, dans le département de l'Aisne.